# Pseudoplumaria sabinae
Pseudoplumaria sabinae är en nässeldjursart som beskrevs av Ramil och Vervoort 1992. Pseudoplumaria sabinae ingår i släktet Pseudoplumaria och familjen Plumulariidae. Inga underarter finns listade i Catalogue of Life.